# Oscar Westöö
Oscar Anian Westöö, född 17 november 1819 i Storugns i Lärbro socken, död 29 oktober 1901 i Visby, var en svensk präst, lärare och botaniker.
Oscar Westöö var son till handlaren i Kappelshamn Hans Petter Westöö och Ingrid Maria Wickman. Han blev student vid Uppsala universitet 1842 och avlade dimissionsexamen 1845. Han prästvigdes 1846 och hade senare flera prästerliga förordningar inom Visby stift och tjänstgjorde samtidigt som seminarie- och läroverkslärare i Visby. Han var 1858–1889 adjunkt vid läroverket i Visby. Westöö var en god kännare av Gotlands högre växtvärld. Han upprättade en rad ännu tryckta sockenfloror, som utgjorde en viktig grundval för August Gustaf Eisens och Anton Stuxbergs Gotlands Fanerogamer och Thallogamer (1869), och han meddelade en mängd växtgeografiska uppgifter om Gotland bland annat i Carl Johan Hartmans flora, främst i 6:e upplagan från 1854, i olika årgångar av Botaniska notiser och i Karl Johanssons Hufvuddragen af Gotlands växttopografi och växtgeografi (1897). Särskilt är Westöö känd som ledare för anläggandet av Sällskapet DBV:s botaniska trädgård i Visby. Han var ledamot av trädgårdens styrelse från 1855 och därunder ordförande 1870–1895. Även i övrigt, bland annat som mångårig ordförande i Planteringsgillet, var han verksam för förskönande av Visby genom anläggande av nya parker och promenader